# Екатерина де Куртене
Екатерина I де Куртене (1274 — 11 октября 1307, Париж, Франция) — титулярная императрица Латинской империи, дочь Филиппа де Куртене, титулярного императора Латинской Империи, и Беатрисы Сицилийской, дочери Карла I Анжуйского, короля Сицилии.

## Биография
Она родилась 25 ноября 1274 года и была единственной дочерью и наследницей титулярного императора Константинополя Филиппа I де Куртене и Беатрисы Сицилийской.
После смерти отца 15 декабря 1283 года Екатерина унаследовала права на титул императрицы Константинополя и была признана императрицей латинскими государствами в Греции, несмотря на то, что город был повторно захвачен Никейской империей в 1261 году.
Екатерина была обручена с тремя мужчинами, за которых так никогда и не вышла замуж. 28 февраля 1301 года в Париже она стала второй женой графа Карла Валуа, сына короля Франции Филиппа III. 23 апреля 1301 года Карл стал титульным императором до её смерти в Париже 11 октября 1307 года в возрасте 32-х лет. На следующий день, 12 октября, её похоронили в аббатстве Маубиссон. Великий магистр рыцарей-тамплиеров Жак де Моле был одним из тех, кто нёс её гроб.

## Брак и дети
Муж: с 8 февраля 1301 года Карл, граф Валуа. Дети:
- Жанна Валуа
- Жан, Граф Шартра
- Екатерина де Валуа-Куртене
- Изабелла Валуа